# Johanna Koning
Johanna „Ans“ Koning, nach Heirat Hofmeester, (* 27. März 1923 in Den Haag; † 22. Juli 2006 in Capelle aan den IJssel) war eine niederländische Leichtathletin. 1946 gewann sie die Bronzemedaille im Speerwurf bei den Europameisterschaften.
Ans Koning war niederländische Meisterin im Speerwurf in den Jahren 1946, 1947, 1949, 1950 und 1952.
Bei den ersten Europameisterschaften nach dem Zweiten Weltkrieg, die 1946 in Oslo ausgetragen wurden, war die niederländische Damenmannschaft sehr stark, Fanny Blankers-Koen und Gerda van der Kade-Koudijs gewannen je zwei Goldmedaillen, davon eine zusammen in der Staffel. Aber auch die Diskuswerferin Ans Niesink und Ans Koning im Speerwurf konnten zur Medaillenbilanz beitragen. Ans Koning warf in der Qualifikation ihre persönliche Bestweite von 44,28 Meter. Im Finale warf sie den Speer auf 43,24 Meter und gewann Bronze hinter Klawdija Majutschaja und Ljudmila Anokina aus der Sowjetunion.
In London bei den Olympischen Spielen 1948 gelangen Koning 40,33 Meter, womit sie Platz 6 belegte. Bei den Europameisterschaften 1950 erreichte sie mit 38,20 Meter Rang 9.
Ans Koning war verheiratet mit Harry Hofmeester, dem langjährigen Direktor des Veranstaltungszentrums Ahoy in Rotterdam.